# Beth Gibbons
Beth Gibbons (Exeter, 4 gennaio 1965) è una cantante britannica nota per essere tra i fondatori del gruppo musicale trip hop Portishead.

## Biografia
Gibbons è cresciuta in una piccola fattoria distante 20 miglia dalla città di Exeter. Lei e le tre sorelle hanno vissuto solo con la madre, poiché il padre le ha abbandonate quando Beth era ancora bambina. All'età di 22 anni si è trasferita a Bristol per seguire la sua carriera di cantante, e ha iniziato a esibirsi nei pub. Mentre attendeva in coda in un'agenzia per il lavoro, ha incontrato Geoff Barrow, con il quale successivamente formerà la band Portishead.
Nel 2002, Gibbons ha collaborato con Paul Webb (alias Rustin Man, ex membro dei Talk Talk) per l'album Out of Season, che ha ricevuto recensioni positive per il suo stile folk e jazz. 
Nel 2019, ha pubblicato Henryk Górecki: Symphony No. 3 (Symphony of Sorrowful Songs), registrato dal vivo nel 2014 con la Polish National Radio Symphony Orchestra diretta da Krzysztof Penderecki.
Nel 2024, ha pubblicato il suo primo album solista, Lives Outgrown, prodotto insieme a James Ford e Lee Harris. L'album esplora temi come l'invecchiamento, la perdita e la trasformazione personale, ricevendo elogi per la sua profondità emotiva e l'originalità sonora.
Gibbons è nota per la sua voce intensa e carica di emozione, capace di fondere vulnerabilità e potenza. La sua riservatezza e il rifiuto delle luci della ribalta ne hanno accresciuto l’alone di mistero, contribuendo a renderla una figura di culto nella musica contemporanea.

## Discografia

### Da solista

#### Album in studio
- 2024 - Lives Outgrown

#### Album dal vivo
- 2009 – Henryk Górecki: Symphony No. 3 "Symphony of Sorrowful Songs" [Live] (con Krzysztof Penderecki che dirige la Polish National Radio Symphony Orchestra)

#### Singoli
- 2024 –  Floating on a Moment

### Con i Portishead
- 1994 – Dummy
- 1995 – Glory Times
- 1997 – Portishead
- 1998 – Roseland NYC Live
- 2008 – Third

### Con Rustin Man
- 2002 – Out of Season